# 韦斯托瓦亚河
维斯托瓦亚河（俄语：Река Вестовая）或志文顷川（日语：／）是萨哈林州波罗奈区的河流，源起玛瑙山，向北流后折向东流，长16公里，流域面积94平方公里，注入鄂霍次克海，河口处宽85米，深2米。流域内充满冷杉林。

## 引用
1. ↑  . Публичная кадастровая карта.   [2012-04-26]. （原始内容存档于2012-07-07）.
2. ↑  М·Г·瓦西科夫斯基. . 列宁格勒: 气象出版社. 1973 （俄语）.
3. ↑  . 国家水登记处.   [2024-08-29]. （原始内容存档于2024-12-17） （俄语）.